# Крыловское сельское поселение (Приморский край)
Крыловское се́льское поселе́ние — сельское поселение в Кировском районе Приморского края.
Административный центр — село Крыловка.

## История
Статус и границы сельского поселения установлены Законом Приморского края от 29 декабря 2004 года № 215-КЗ «О Кировском муниципальном районе»

## Население
| 2005 | 2010 | 2011 | 2012 | 2013 | 2014 | 2015 |
| ---- | ---- | ---- | ---- | ---- | ---- | ---- |
| 1234 | ↘913 | ↘908 | ↘836 | ↘802 | ↘739 | ↘696 |
| 2016 | 2017 | 2018 | 2019 | 2020 | 2021 |      |
| ↘657 | ↘627 | ↘589 | ↘562 | ↘530 | ↗603 |      |

## Состав сельского поселения
В состав сельского поселения входят 5 населённых пунктов:
| № | Населённый пункт | Тип населённого пункта       | Население |
| - | ---------------- | ---------------------------- | --------- |
| 1 | Большие Ключи    | село                         | ↘116      |
| 2 | Владимировка     | село                         | ↘37       |
| 3 | Крыловка         | село, административный центр | ↘343      |
| 4 | Марьяновка       | село                         | ↘317      |
| 5 | Межгорье         | село                         | ↘100      |

## Местное самоуправление
Администрация
Адрес: 692092, с. Крыловка, ул. Школьная, 15. Телефон: 8 (42354) 29-1-90
Глава администрации
- Черкаева Лида Ивановна